# عقارب (دهستان)
 عقارب  (در عربی:  العُقارب )
دهستانی بزرگی است در عزلهٔ (الطاهر)، در ناحیه (خولان بنی عامر) در ۲۵ کیلومتری شمال جبل أب، از توابع استان اِب، در کشور یمن در شبه جزیره عربستان.

## جمعیت
جمعیت این دهستان در حدود (۱۶۸۵۹) نفر و (۳۵ خانوار) می‌باشد.

## روستاها
روستاهای توابع این دهستان عبارتند از:
- روستای: آل عَفرا
- روستای: العِفَّة
- روستای: بَنو عَفیف
- روستای: العُقاب
- روستای: العَقیق
- روستای: العُقَیرة
- روستای: عُقُود